# Comment poser et résoudre un problème
Comment poser et résoudre un problème (1945) (How to solve it dans sa version originale) est un petit volume du mathématicien George Pólya, proposant un ensemble de méthodes de résolution de problèmes.
Ce livre, publié en 1945, a été continuellement réédité depuis.

## Quatre principes
Comment poser et résoudre un problème suggère les étapes suivantes lors de la résolution d'un problème mathématique :
1. Tout d’abord, il faut comprendre le problème[2].
2. Après avoir compris, faites un plan[3].
3. Suivez le plan[4].
4. Revenez sur votre travail[5]. Comment pouvez-vous l'améliorer ?

Si cette technique échoue, Pólya donne le conseil suivant : « Si vous n'arrivez pas à résoudre le problème proposé, essayez d'abord de résoudre un problème connexe. Pourriez-vous imaginer un problème apparenté qui soit plus accessible ? »

### Premier principe: Comprendre le problème
« Comprendre le problème » est une étape trop souvent négligée car considérée comme évidente et n’est même pas mentionnée dans de nombreux cours de mathématiques. Pourtant, les étudiants sont souvent contrariés dans leurs efforts pour résoudre un problème, simplement parce qu'ils ne le comprennent pas entièrement. Afin de remédier à cette lacune, Pólya conseille aux enseignants de poser à chaque élève des questions appropriées, en fonction de la situation, telles que :
- Que vous demande-t-on de trouver ou de montrer ?[8]
- Pouvez-vous reformuler le problème avec vos propres mots ?
- Pouvez-vous penser à une image ou à un diagramme qui pourrait vous aider à comprendre le problème ?
- Y a-t-il suffisamment d’informations pour vous permettre de trouver une solution ?
- Comprenez-vous tous les mots utilisés pour énoncer le problème ?
- Avez-vous besoin de poser une question pour obtenir la réponse ?

La question sélectionnée par l'enseignant doit être en adéquation avec le niveau de compréhension de chaque élève. L'objectif étant de vérifier ce que chaque élève comprend et de le pousser vers le niveau suivant, jusqu'à ce que chacun puisse répondre avec quelque chose de constructif.

### Deuxième principe: Élaborer un plan
Pólya mentionne qu'il existe de nombreuses manières raisonnables de résoudre les problèmes. La meilleure façon de s’entrainer à choisir une stratégie appropriée est de résoudre de nombreux problèmes. Avec le temps, vous constaterez que choisir une stratégie devient de plus en plus facile. Une liste (partielle) de stratégies est proposée :
- Deviner et vérifier[9]
- Faire une liste ordonnée[10]
- Éliminer les possibilités[11]
- Se baser sur les symétries[12]
- Considérer des cas particuliers[13]
- Utiliser le raisonnement direct
- Résoudre une équation[14]

Mais encore :
- Rechercher un motif récurrent[15]
- Faire un dessin[16]
- Résoudre un problème plus simple[17]
- Utiliser un modèle[18]
- Travailler à rebours[19]
- Utiliser une formule[20]
- Être créatif[21]

L’application de toutes ces règles pour élaborer un plan requiert toujours vos propres compétences et votre jugement.
Pólya souligne la grande importance du comportement des enseignants. Un enseignant doit aider les élèves à élaborer leur propre plan avec une méthode de questions qui va des questions les plus générales aux questions plus précises. L'objectif étant que la dernière étape (avoir un plan) soit réalisée par l'élève. Il soutient que le simple fait de montrer un plan aux étudiants, aussi bon soit-il, ne les aide pas.

### Troisième principe: Exécuter le plan
Cette étape est généralement plus facile que celle de l’élaboration du plan. Pourvu que vous disposiez des compétences nécessaires, tout ce dont vous avez besoin en plus est du soin et de la patience. Persévérez dans le plan que vous avez choisi. Si cela ne fonctionne toujours pas, jetez-le et choisissez-en un autre. Ne vous y trompez pas : c'est ainsi que l'on fait des mathématiques, même chez les professionnels.

### Quatrième principe: Réviser/approfondir
Pólya mentionne qu'on peut gagner beaucoup en prenant le temps de réfléchir et de regarder en arrière sur ce que l'on a fait. En réfléchissant à ce qui a fonctionné et à ce qui n'a pas fonctionné, puis en se demandant s'il y a d'autres problèmes où cette méthode pourrait être utile,. Cela vous permettra de mieux prédire quelle stratégie utiliser pour résoudre de futurs problèmes.

## Heuristique
Le livre contient un ensemble d’ heuristiques présentées sous la forme d'un dictionnaire, dont beaucoup ont pour but de générer un problème plus facile. Par exemple :
| Heuristique                                    | Description informelle | Analogue formel[Interprétation personnelle ?]</link>                       |
| ---------------------------------------------- | --- | -------------------------------------------------------------------------- |
| Analogie                                       | Pouvez-vous trouver un problème analogue à votre problème et le résoudre ? | Application                                                                |
| Éléments auxiliaires                           | Pouvez-vous ajouter un nouvel élément à votre problème pour vous rapprocher d’une solution ?                                                                                           | Extension                                                                  |
| Généralisation                                 | Pouvez-vous trouver un problème plus général que votre problème ? | Généralisation                                                             |
| Induction                                      | Pouvez-vous résoudre votre problème en dérivant une généralisation à partir de quelques exemples ?                                                                                     | Induction                                                                  |
| Variation du problème                          | Pouvez-vous modifier ou changer votre problème pour créer un nouveau problème (ou un ensemble de problèmes) dont la ou les solutions vous aideront à résoudre votre problème initial ? | Recherche                                                                  |
| Problème auxiliaire                            | Pouvez-vous trouver un sous-problème ou un problème secondaire dont la solution vous aidera à résoudre votre problème ?                                                                | Sous-objectif                                                              |
| Voici un problème lié au vôtre et résolu avant | Pouvez-vous trouver un problème lié au vôtre qui ait déjà été résolu et l’utiliser pour résoudre votre problème ?                                                                      | Reconnaissance des formes <br /> Correspondance de motifs <br /> Réduction |
| Spécialisation                                 | Pouvez-vous trouver un problème plus spécialisé ? | Spécialisation                                                             |
| Décomposition et recombinaison                 | Pouvez-vous décomposer le problème et « recombiner ses éléments d’une nouvelle manière » ?                                                                                             | Diviser pour mieux régner                                                  |
| Travailler à rebours                           | Pouvez-vous commencer par l’objectif et travailler à rebours vers quelque chose que vous connaissez déjà ?                                                                             | Chaînage arrière                                                           |
| Faire une figure                               | Pouvez-vous présenter ou résumer le problème à l'aide d'une image ? | Raisonnement schématique                                                   |

## Influence
- Le livre a été traduit en plusieurs langues et s'est vendu à plus d'un million d'exemplaires. Il est continuellement imprimé depuis sa première publication.
- Marvin Minsky a déclaré dans son article Steps Toward Artificial Intelligence que « tout le monde devrait connaître le travail de George Pólya sur la façon de résoudre les problèmes. »[27]
- Le livre de Pólya a eu une grande influence sur les manuels de mathématiques, comme en témoignent les bibliographies consacrées à l'enseignement des mathématiques[28].
- L'inventeur russe Genrich Altshuller a développé un ensemble élaboré de méthodes de résolution de problèmes connu sous le nom de TRIZ, qui, sous de nombreux aspects, reproduit ou est parallèle au travail de Pólya.
- Comment le résoudre par ordinateur est un livre d'informatique de RG Dromey[29]. Il a été inspiré par le travail de Pólya.